# Liberté du commerce et de l'industrie
Les termes liberté du commerce et de l'industrie, consacrés en France par la Révolution, désignent couramment les conditions d'exercice des activités économiques dans les États se réclamant du libéralisme.
Ils évoquent un régime de droit des affaires caractérisé par la liberté d'accès au marché et la concurrence entre ses acteurs, qui n'exclut pas pour autant l'intervention régulatrice des autorités publiques.

## Relations avec des notions voisines
Alors que le vocabulaire classique du droit français s'était longtemps exclusivement référé à la notion consacrée de « liberté du commerce et de l'industrie », le Conseil constitutionnel y a ajouté en 1982 l'expression « liberté d'entreprendre ». De même, pour évoquer les mêmes notions, la plupart des autres États à économie libérale s'en tiennent à des formules plus générales, telles celle de l'article 27 de la constitution suisse, qui sans mentionner expressément commerce et industrie, garantit la liberté de leurs modalités d'exercice (alinéa 2) sous l'appellation globale de « liberté économique » (alinéa 1er).
Les juristes français tentent parfois de justifier l'emploi de ces terminologies distinctes en leur attribuant un sens différent et s'efforcent notamment de préciser les nuances subtiles qui existeraient entre liberté du commerce et de l'industrie et liberté d'entreprendre.
Pour certains, la liberté d'entreprendre ne serait qu'un élément particulier de l'ensemble plus vaste constitué par la liberté du commerce et de l'industrie, qui comprendrait en outre la liberté de la concurrence.
Pour d'autres, au contraire, ce serait la liberté d'entreprendre qui engloberait un ensemble de libertés plus spécialisées, dont la liberté du commerce et de l'industrie et la liberté professionnelle.
D'autres encore, tels R. Moulin et P. Brunet, estiment qu'au-delà de l'habileté dialectique des arguments invoqués de part et d'autre, « le débat apparaît en réalité largement académique et fortement influencé par des considérations idéologiques », les deux libertés ayant le même contenu, et leur appellation en France variant seulement selon qu'elles sont invoquées devant les juges de droit commun ou le Conseil constitutionnel.

## Fondements juridiques
En fonction de leur histoire et de leur système juridique, les États reconnaissant la liberté du commerce et de l'industrie ou son équivalent autrement dénommé peuvent le faire formellement, ou d'une manière plus succincte, voire purement implicite.

### France
À la fin de l'Ancien régime, les critiques s'étaient multipliées contre l'encadrement strict des professions par les corporations, maîtrises, jurandes et autres corps intermédiaires, accusés d'entraver les activités économiques, alors qu'un régime de liberté aurait permis leur développement. Ainsi, Turgot devenu contrôleur général des finances en 1774, rédigeant le préambule d'un arrêt du Conseil d'État du 13 septembre 1774 sur le commerce des grains, y affirmait que « plus le commerce est libre, animé, étendu, plus le peuple est promptement et abondamment pourvu ». En 1775, il prenait l'initiative de faire publier la brochure posthume d'un ancien président à mortier au Parlement de Rouen, Bigot de Sainte-Croix, intitulée «Essai sur l'abus des privilèges exclusifs et sur la liberté du commerce et de l'industrie», et en février 1776 obtenait même du roi un édit « portant suppression des jurandes et communautés de commerce, arts et métiers », enregistré par un lit de justice le 12 mars. Il ne pouvait cependant le faire appliquer, puisque tombé en disgrâce, il devait quitter ses fonctions peu après.
La Révolution reprendra les mêmes thèmes, Condorcet, dans un article du Journal de la société de 1789 vantant « la liberté du commerce et de l'industrie », présentée comme une source idéale d'égalité adaptée aux « vœux de la nature » et aux « besoins des hommes ».
La proclamation officielle de la liberté du commerce et de l'industrie concrétisera ces aspirations.Elle aura d'abord lieu par deux textes importants, avant d'être par la suite consacrée sous forme de principe non écrit.

#### Les textes
Ils ont été adoptés en 1791 à quelques mois d'intervalle.
- Le premier a été pris le 2 mars par l'Assemblée nationale sous forme d'un décret (dit décret d'Allarde) « portant suppression de tous les droits d'aides, de toutes les maîtrises et jurandes et établissement des droits de patente ». Une fois sanctionné le 17 mars par Louis XVI, il est devenu la loi des 2-17 mars 1791. Il avait pour objet la suppression à partir du premier avril de tous les droits perçus localement sur les activités économiques (article I), la liquidation des privilèges accordés à certaines professions titulaires d'offices (article II) ou organisées sous forme de corporations, maîtrises ou jurandes (articles III à VI) et l'établissement d'un régime de liberté sous réserve du paiement d'un impôt appelé patente[9] (articles VII et suivants). Son article VII, considéré aujourd'hui comme le texte de référence en la matière et généralement seul cité à ce titre, était ainsi rédigé : « À compter du 1er avril prochain, il sera libre à toute personne de faire tel négoce ou d'exercer telle profession, art ou métier qu'elle trouvera bon ; mais elle sera tenue de se pourvoir auparavant d'une patente, d'en acquitter le prix suivant les taux ci-après déterminés et de se conformer aux règlements de police qui sont ou pourront être faits »[10].

- Le second texte a lui aussi été d'abord pris par l'Assemblée nationale sous forme d'un décret du 14 juin 1791 « relatif aux assemblées de citoyens d'un même état ou profession ». Sanctionné trois jours plus tard par le roi, il est ainsi devenu la loi des 14 et 17 juin 1791 (dite loi Le Chapelier). Proclamant dans son article premier que « l'anéantissement de toutes espèces de corporations d'un même état et profession étant l'une des bases fondamentales de la constitution française, il est défendu de les rétablir de fait, sous quelque prétexte et sous quelque forme que ce soit », il invoque dans ses articles VII et VIII le libre exercice de l'« industrie » et du « travail » pour justifier l'interdiction et la répression des comportements susceptibles de leur nuire, tels les accords sur des prix ou salaires minimums et les coalitions et mouvements ouvriers et patronaux [11].

Ce sont ces deux textes qui, durant quelques dizaines d'années, constitueront les normes écrites de référence des tribunaux. Ainsi, dans nombre de ses arrêts, la Cour de Cassation invoque-t-elle les « dispositions des lois de 1791 sur la liberté du commerce et de l'industrie ». De même, au temps du système dit du ministre juge, sera confirmée par le Conseil d'État la condamnation comme « privilège exclusif et contraire aux lois sur la liberté du commerce » de la décision de la ville de Montauban se réservant la vente de morue et autres poissons dessalés sous sa halle et la concédant à un particulier.
Après l'abrogation de la loi Le Chapelier par la loi du 21 mars 1884 relative à la création des syndicats professionnels, seule la loi des 2-17 mars 1791 pourra être visée par les juridictions administratives et judiciaires. Ainsi, le Conseil d'État, dans un arrêt du 22 juin 1951 (Daudignac), après avoir cité ce texte dans ses visas, a déclaré contraire à « la liberté de l'industrie et du commerce garantie par la loi » la soumission à autorisation préalable par un maire de l'activité de photographe-filmeur.

#### Le principe
Pour motiver leurs décisions, les juges estimeront assez vite opportun d'adjoindre à la mention expresse du texte une allusion à un « principe de la liberté du commerce et de l'industrie ». Ainsi, pour la Cour de Cassation, la décision d'un maire soumettant à autorisation l'activité d'entretien des tombes dans les cimetières est « dans sa généralité contraire au principe de la liberté du commerce et de l'industrie proclamée par l'article 7 de la loi du 2 mars 1791 ». De même, le Conseil d'État censurera un arrêté municipal établissant un monopole au profit de l'abattoir d'une commune pour violation du « principe de la liberté du commerce et de l'industrie inscrit dans la loi des 2, 17 mars 1791 ».
Souvent même, les jugements éluderont le texte pour faire seulement référence au principe, formulation dont le choix semble vouloir suggérer l'existence d'une règle de droit naturel transcendant les contingences et la hiérarchie des normes du droit écrit.
Ainsi, en 1849, le Tribunal correctionnel de Rochefort évoque le « grand et salutaire principe de la liberté du commerce et de l'industrie », qui « n'est autre que le droit de vivre par le travail, et constitue le plus moral et le plus sacré de tous les droits ».
Bien que s'en tenant à des formules plus concises, les juridictions suprêmes adopteront souvent une démarche analogue en invoquant dans leur motivation parfois le « grand principe de la liberté du commerce et de l'industrie », ou le plus souvent le simple « principe de la liberté du commerce et de l'industrie », que le Conseil d'État finira par faire figurer au rang des principes généraux du droit, normes non écrites spécifiques du droit français s'imposant à l'administration, même lorsqu'elle dispose d'un pouvoir réglementaire autonome.

### Autres États
- La liberté du commerce et de l'industrie peut y être expressément et solennellement proclamée, généralement à l'aide de termes distincts, mais très voisins de ceux propres au droit français. Ainsi, en Suisse, dans son article 27 consacré à la « Liberté économique », la constitution du 18 avril 1999 après avoir affirmé que « La liberté économique est garantie », précise: « elle comprend notamment le libre choix de la profession, le libre accès à une activité économique lucrative privée et son libre exercice »[2]. D'autres textes fondateurs reprennent les mêmes principes, mais en des termes d'une plus grande concision. Par exemple, en Italie la Constitution de 1948 se borne à indiquer dans son article 41 que « L'initiative économique privée est libre »[21]. De même, en Espagne, l'article 38 de la constitution de 1978[22] déclare que «La liberté d'entreprise dans le cadre de l'économie de marché est reconnue.», et en Inde les articles 19-(1)(g) et 301 de la Constitution posent le principe de la liberté d'exercer commerce et affaires sur tout le territoire[23].

- La liberté du commerce et de l'industrie peut aussi y être consacrée indirectement comme corollaire d'autres droits et libertés explicitement garantis.

C'est par exemple le cas en Allemagne, où elle découle des droits au libre épanouissement de la personnalité, de choisir librement sa profession, et de propriété, garantis respectivement par les articles 2, 12 et 14 de la Loi fondamentale.
Les États-Unis offrent eux aussi une bonne illustration de ce type de démarche par déduction à partir d'autres droits.
Déjà, avant même la Déclaration d'indépendance des treize anciennes colonies anglaises d'Amérique, celle de Virginie s'était dotée en 1776 d'une Déclaration des droits dont l'article premier proclamait, parmi les droits naturels de l'homme, la liberté, « avec les moyens d'acquérir et de conserver une propriété et de rechercher et obtenir le bonheur et la sécurité ». Par la suite, les rédacteurs des autres grands textes fondateurs des libertés aux États-Unis ne jugeront pas nécessaire d'affirmer solennellement l'existence de la liberté d'exercer une activité économique, celle-ci leur semblant découler logiquement d'autres droits inaliénables à caractère général énoncés dans la Déclaration d'Indépendance (droits à la liberté et à la recherche du bonheur), ou dans les amendements adoptés après la Constitution de 1787, notamment le Quatrième et plus spécialement le Quatorzième. La clause générale dite de procédure légale régulière (due process of law) formulée dans ce dernier a en effet été interprétée extensivement par la Cour suprême comme fondant une multitude de libertés particulières invocables notamment dans le domaine économique. Ainsi, dans un arrêt du 17 avril 1905, Lochner contre État de New-York, en a-t-elle fait découler la liberté contractuelle, s'opposant dans l'affaire en cause à ce qu'une loi encadre les horaires de travail imposés par les boulangeries à leurs salariés .

## Contenu
Garantie par des normes juridiques de valeur supérieure dans les États se réclamant du libéralisme économique, la liberté du commerce et de l'industrie est rangée au nombre des libertés publiques.
Ce statut protecteur implique que les traits essentiels de son encadrement soient déterminés par le législateur et non par l'administration, et que les activités économiques soient largement ouvertes et s'exercent sous un régime de liberté de principe. Il n'empêche cependant pas qu'elle soit soumise le cas échéant à certaines restrictions, dès lors qu'elles ne sont pas « arbitraires ou abusives », selon la formule du Conseil constitutionnel français.

### Liberté de principe
Elle régit à la fois l'accès aux activités économiques et leurs conditions d'exercice.

#### L'accès aux activités économiques
Il est ouvert à tous, ce qui en premier lieu exclut qu'elles soient soumises à monopole et en second lieu les autorise indistinctement aux opérateurs publics et privés.
* Exclusion des monopoles
Le monopole implique l'exclusivité, et donc l'absence de concurrent pour son bénéficiaire. S'il est généralement admis pour des activités liées à l'exercice de la souveraineté, telles la justice ou l'emploi de la force armée, il est considéré comme incompatible avec le modèle idéal de l'économie de marché, dans lequel l'accès aux activités économiques doit être ouvert à tous. Ainsi, déjà en 1881, la Cour de Cassation déclarait contraire à la liberté du commerce et de l'industrie une réglementation municipale donnant un monopole à une entreprise, le Conseil d'État jugeant en 1956 que seule une loi pouvait en poser éventuellement le principe.
Toutefois, des considérations idéologiques ou la pression des circonstances ont naguère conduit nombre d'États, malgré leur inspiration globalement libérale, à ériger en monopoles de droit certaines activités industrielles ou commerciales, le plus souvent en les confiant à des entreprises publiques, ou parfois aussi en les déléguant à des entreprises privées. Systembolaget en Suède, Telefónica en Espagne, l'ENI en Italie, la Deutsche Bundesbahn et les entreprises communales de distribution d'eau en Allemagne ont longtemps offert des exemples significatifs de l'usage de cette technique, également couramment employée en France où jusque dans les années 1970-1980, était réservée à l'État ou à ses collectivités territoriales l'exclusivité d'activités aussi diverses que le transport ferroviaire, l'achat et la revente de l'alcool, la production et la vente du tabac, l'importation des combustibles minéraux solides et liquides, les pompes funèbres, la radiodiffusion, etc.
Aujourd'hui, dans les vingt-huit États membres de l'Union européenne, ces pratiques ont dû être abandonnées, ou au moins totalement réaménagées, pour satisfaire aux exigences des articles 31, 49, 81 et 86 du Traité de Romerégissant respectivement les monopoles commerciaux, la libre prestation des services, les pratiques anticoncurrentielles, et les droits exclusifs accordés à certaines entreprises. Même pour des activités s'exerçant par l'intermédiaire de réseaux il est apparu possible d’envisager une libéralisation en scindant l’exploitation des infrastructures et le service assuré à la clientèle, si bien que peuvent utiliser les réseaux moyennant le paiement des redevances adéquates, non seulement leurs exploitants initiaux, mais aussi des services concurrents. Ainsi, des activités traditionnellement considérées comme services publics sous monopole telles les télécommunications sont-elles désormais assurées non seulement par leur opérateur historique, mais aussi par une multitude d'entreprises concurrentes.
* Ouverture indistincte aux opérateurs publics et privés
En France, le Conseil d'État avait jadis tenté d'imposer une interprétation restrictive de la liberté du commerce et de l'industrie en réservant les activités économiques aux particuliers et en les interdisant aux personnes publiques sauf « circonstances exceptionnelles », ou au moins « circonstances particulières de temps ou de lieu », puisque selon sa formule, « les entreprises ayant un caractère commercial restent, en règle générale, réservées à l'initiative privée ».
Ces restrictions n'ont cependant pu empêcher le développement des entreprises publiques, et le juge administratif a dû y renoncer. Il admet en effet aujourd'hui que les personnes publiques peuvent elles aussi assurer des activités économiques en intervenant sur le marché lorsque l'intérêt public le justifie.
Cette solution est conforme à celles adoptée dans les autres États à économie libérale. Ainsi, en Espagne, selon l'article 128-2 de la Constitution : « On reconnaît l'initiative publique dans l'activité économique », alors qu'en Italie, l'article 41 de la Constitution place sur le même plan « l'activité économique publique et privée », son article 42 indiquant que « la propriété est publique ou privée » et que « les biens économiques appartiennent à l'État, à des entreprises ou à des particuliers ».
En stipulant dans son article 295 qu'il « ne préjuge en rien du régime de la propriété dans les États membres », le Traité de Rome consacre lui aussi la possible coexistence entre secteurs économiques public et privé dans l'Union européenne. La question essentielle n'est donc plus celle de la légalité de la création d'une activité économique publique mais celle de ses modalités d'exercice. Si elle a lieu sur un marché considéré comme concurrentiel, elle est en effet tenue de respecter des règles assurant une concurrence loyale.

#### Conditions d'exercice des activités économiques
La liberté du commerce et de l'industrie et ses équivalents confèrent à leurs bénéficiaires une large autonomie de gestion de leurs entreprises, y compris dans leurs relations avec le personnel et la clientèle.
Déjà, en 1841, la Cour de Cassation, statuant sur une tentative administrative d'imposer des arrêts obligatoires aux exploitants des bateaux à vapeur naviguant sur le Rhône, l'avait jugée illégale au motif que la loi des 2 et 17 mars 1791 « a pour premier effet la libre appréciation par les entrepreneurs de transports de la longueur de leurs parcours et des stations qui conviennent à leurs intérêts ». De même, elle considérait que la liberté contractuelle et « tous les principes de la législation sur la liberté du commerce et de l'industrie » interdisaient au juge de remettre en cause la rémunération excessivement basse d'un travail. Sur le même fondement, aux États-Unis en 1905, la Cour suprême, dans un arrêt Lochner contre État de New-York, s'opposait à ce qu'une loi encadre les horaires de travail imposés par les boulangeries à leurs salariés.
Aujourd'hui, le Conseil Constitutionnel, qui consacre lui aussi la liberté contractuelle comme «principe» découlant, avec la liberté d'entreprendre, de la liberté proclamée à l'article 4 de la Déclaration de 1789, précise les droits du chef d'entreprise au fil de son contrôle de constitutionnalité. Il a notamment jugé qu'ils comprennent non seulement la liberté d’ouvrir et d’exploiter une entreprise, mais aussi le droit de choisir librement ses collaborateurs, de diffuser une marque de fabrique en la faisant connaître par la publicité, et d'anticiper les difficultés économiques en réduisant les effectifs ou en fermant un établissement.

### Possibilités de restriction
Si en système économique libéral la liberté du commerce et de l'industrie est d'abord un moyen d'accomplissement et de réussite individuelle, elle est aussi considérée comme devant s'exercer dans l'intérêt de la collectivité et non à son détriment. C'est pourquoi, tant en France que dans les autres États se réclamant du système économique libéral, elle est soumise à diverses contraintes et restrictions. 
Celles-ci sont parfois expressément prévues par les textes constitutionnels qui la consacrent. Ainsi, en Suisse, les articles 100 à 103 de la constitution énoncent de nombreux cas dans lesquels la confédération  « peut, au besoin, déroger au principe de la liberté économique ». En Italie, après avoir affirmé la liberté de l'initiative économique privée, l'article 41 de la constitution poursuit : « Elle ne peut s'exercer en s'opposant à l'utilité sociale ou de manière à porter atteinte à la sécurité, à la liberté, à la dignité humaine ». En Espagne, l'article 128 de la constitution proclame que « toutes les ressources du pays, dans les diverses formes et quels qu'en soient les détenteurs, sont soumises à l'intérêt général » et évoque des possibilités de restriction telles le monopole ou le contrôle d'entreprises. En Inde aussi, les articles 302 à 307 de la constitution prévoient de possibles limites à la liberté du commerce, des affaires et de la communication énoncée à l'article 301.
Tous ces textes attribuent à la loi la compétence de principe. Ainsi, selon le dernier alinéa de l'article 41 de la constitution italienne, « la loi détermine les programmes et les contrôles opportuns pour que l'activité économique publique et privée puisse être orientée et coordonnée vers des fins sociales ». 
Malgré l'absence de texte constitutionnel précis, les mêmes principes s'appliquent en France, où c'est la jurisprudence qui encadre les restrictions et définit les autorités compétentes pour les poser. Ainsi, déjà en 1866, la Cour de Cassation considérait que le « principe de la liberté du commerce et de l'industrie consacré par la loi du 2 mars 1791 » n'empêchait pas le préfet de police de Paris de limiter le nombre des parturientes admises dans les maisons d'accouchement des sages-femmes afin de préserver la santé publique. Le Conseil d'État, en 1932, avait admis qu'un maire pouvait «aménager dans la commune au mieux de l'intérêt public» la circulation et l'arrêt des véhicules de transports en commun dans sa commune.
Le Conseil constitutionnel, dans un considérant synthétique de sa décision précitée du 16 janvier 1982 sur les nationalisations, constatait que « postérieurement à 1789 et jusqu'à nos jours », les droits et libertés avaient subi une évolution caractérisée à la fois par une extension de leur champ d'application et par l'intervention de la puissance publique pour poser des « limitations exigées par l'intérêt général » et en concluait que la liberté d'entreprendre pouvait faire l'objet de restrictions par la loi, à condition qu'elles ne soient pas « arbitraires ou abusives ». Il a par la suite confirmé cette démarche dans un grand nombre de ses décisions. 
La compétence de principe du législateur ne s'applique cependant que pour les restrictions les plus contraignantes, les autres relevant du pouvoir réglementaire, puisqu'en 1960, le Conseil d'État a interprété restrictivement les garanties fondamentales de la liberté du commerce et de l'industrie relevant du domaine de la loi en application de l'article 34 de la constitution, en jugeant que si des lois ont déjà limité son exercice dans un secteur, celui-ci est désormais exclu de la compétence législative. Cette jurisprudence dite de « l'état de la législation antérieure », a été confirmée par le Conseil constitutionnel dans une décision du 18 décembre 1964.
En toute hypothèse, le Conseil d'État a jugé que la liberté d'entreprendre ne peut être invoquée comme fondamentale que si elle s'exerce dans le respect de la législation et de la réglementation en vigueur, notamment lorsqu'est en cause la santé publique. Ainsi, une société se plaignant d'une atteinte portée à sa liberté de poursuivre l'exploitation de son établissement alors qu'elle ne se conforme pas à des « prescriptions légalement imposées, notamment dans l'intérêt de la santé publique, ne justifie pas d'une atteinte grave à une liberté fondamentale ».
Faute de pouvoir établir un recensement complet des nombreuses restrictions affectant la liberté du commerce et de l'industrie ou ses équivalents, on peut succinctement en évoquer deux grandes catégories

#### Interdiction de certaines activités économiques
La liberté ne peut être invoquée que lorsqu'elle « s'exerce sur des choses licites ». 
La réglementation des activités économiques peut donc purement et simplement consister à interdire certaines d'entre elles si elles sont considérées comme nuisibles, voire simplement inopportunes. Ainsi, certains États ont connu ou connaissent encore un régime de prohibition à l'égard de l'alcool.
En France ont, entre autres, été interdites jadis la fabrication et la vente de l'absinthe ainsi que des produits laitiers non exclusivement composés de lait
, et, plus récemment, les officines de gestion de dettes, la conception, la fabrication et le commerce des armes chimiques, ou certaines activités susceptibles de nuire à la préservation du patrimoine naturel, telle la taxidermie des espèces protégées.

#### Interdiction de certaines pratiques
La liberté est généralement considérée comme ayant pour limite le respect des droits d'autrui. Selon la fameuse formule de l'article 4 de la Déclaration de 1789 : « La liberté consiste à pouvoir faire tout ce qui ne nuit pas à autrui : ainsi, l'exercice des droits naturels de chaque homme n'a de bornes que celles qui assurent aux autres Membres de la Société la jouissance de ces mêmes droits. Ces bornes ne peuvent être déterminées que par la Loi ». Aussi le droit s'emploie-t-il à encadrer certaines pratiques se réclamant de la liberté, mais considérées comme en remettant en cause le principe même. 
Il en va ainsi lorsque les conditions dans lesquelles fonctionnent les activités économiques consacrent des rapports de forces jugés excessivement déséquilibrés, même se prévalant de la liberté contractuelle. En effet, si celle-ci est souvent invoquée en droit des affaires comme corollaire indissociable de la liberté du commerce et de l'industrie, il est admis qu'elle aussi peut comporter des dérogations « à des fins d'intérêt général ».
C'est le cas, notamment, dans les relations des entreprises avec leur personnel. Ainsi, revenant sur sa jurisprudence initiale, la Cour suprême des États-Unis, statuant sur les contrats d'embauche limitant la responsabilité des compagnies de chemin de fer vis-à-vis de leur personnel en cas d'accident du travail, a affirmé dans un arrêt du 20 février 1911, Chicago, Burlington & Quincy R. Co. v. McGuire, que « la liberté contractuelle est une liberté encadrée, pas un droit absolu… (qu'elle) implique l'absence de restrictions arbitraires, mais ne confère pas une immunité contre des réglementations ou interdictions raisonnables imposées dans l'intérêt de la collectivité », solution constamment reprise par la suite, par exemple à propos de l'obligation de verser un salaire minimum.
Les mêmes principes restrictifs s'appliquent dans les relations avec la clientèle, qui peut bénéficier d'une protection lorsqu'elle apparaît en situation de faiblesse.  Ainsi, en Inde, la Cour suprême a jugé que si les activités de crédit classiques relèvent de la liberté du commerce, ce n'est pas le cas du prêt aux agriculteurs indigents, qui peut être interdit par une loi compte tenu des abus auxquels il donne lieu.
De même, lorsque les professionnels adoptent des comportements considérés comme anormaux parce qu'ils faussent le jeu normal de la concurrence, condition jugée idéale de fonctionnement du marché, ils ne peuvent se prévaloir de leur liberté. 
Déjà, en 1849, la Cour de cassation avait exclu l'application de la loi du 17 mars 1791 sur la liberté du commerce et de l'industrie en cas d'entente entre producteurs pour fixer des prix différents de ceux qu'aurait produit le jeu de la « libre et naturelle concurrence du commerce », qualifiant cette pratique de coalition répréhensible. Aujourd'hui, existent dans tous les États se réclamant de l'économie de marché des réglementations établissant un contrôle des concentrations et réprimant les infractions de favoritisme, d'abus de position dominante et d'entente.